# كرامات (صوفية)

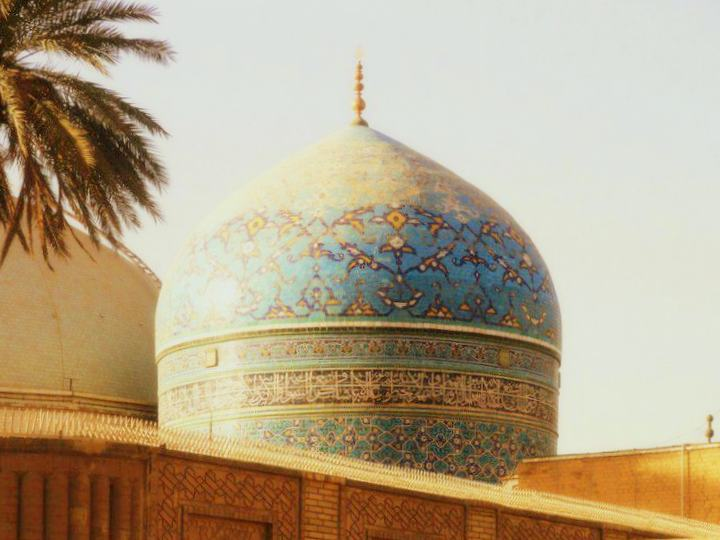
صوره تعود لقبة مرقد الشيخ عبدالقادر الجيلاني في بغداد.

الكرامات، عند المسلمين الصوفية، تشير إلى مقدرات خارقة للعادة يقوم بها بعض الأولياء بمنحة من الله. ومن الكرامات التي قد يقوم بها الأولياء، استكشاف المستقبل، وتفسير أسرار القلب والمشي على الماء، وتحويل التراب إلى خبز وشفي البرص والأكمة. ويعتبر الصوفيون القدرة على القيام بها هي دليلا على فضل القائم بها لكنها لا تدل على نبوته إذ أن محمد هو أخر الأنبياء. ويعارض بعض مسلمي العصر المتأخرين، مثل السلفيين هذه الأفكار معتبرينها دخيلة على الإسلام.

## التاريخ
تاريخيا، يعتبر السنة أن القيام بالكرامات من متطلبات الاعتراف بالولي المسلم وخاصة عند علماء العصر الإسلامي الذهبي (من 700م - 1400م) الذين اعتبروا أن الكرامات منح إلهية لكن القدرة على القيام بالكرامات ليس باضرورة إشارة إلى النبوة. ويشير هؤلاء العلماء عن ذكر القرآن لأناس يقومون بالكرامات مع أنهم ليسوا أنبياء مثل الخضر (الكهف 18-82) وحواريي المسيح (سورة المائدة 111-115) وأصحاب الكهف (الكهف 7-26). وهناك العديد من الإشارات في الأدب الحديثي عند المسلمين المبكرين الذين تحدثوا عن أشخاص قاموا بكرامات مثل جريج حتى أن العالم الحنبلي، ابن تيمية (توفي 1328م)، الذي عارض فكرة كرامات الأموات، قال أن معجزات الأولياء هي مقبولة عند جماعة المؤرخين المسلمين إذ ذكرت في الأحاديث والقرآن.

## العصر الحديث
في العصر الحديث، قام بعض العلماء السلفيون والمحدثون برفض هذه الأفكار واعتبروها دخيلة على الإسلام ونوع من الخرافات.
وبالرغم من هذه الاعتراضات، مازالت هذه الأفكار شائعة في لعديد من الأقطار الإسلامية مثل باكستان، مصر، تركيا، السنغال، العراق، إيران، الجزائر، تونس، أندونيسيا، ماليزيا والمغرب وكذلك في البلاد ذات الأقلية المسلمة مثل الهند، الصين،البلقان وروسيا.

## الكرامات الصوفية
يقول عبد الكريم القشيري: أن أبي ابي الحسين النوري أخرج سمكة بوزن ثلاث أرطال من بين زورقين بعد أن أمرها بالخروج. وأن يحي بن سعيد كان يطير في الهواء ليتطهر بقول «لا حول ولا قوة الا بالله» وأن أبو اليعقوب السوسي تكلم مع الموتى. كما ذكر العديد من الكرامات الأخرى مثل طي الأرض، الإتطلاع على كوائن كانت وكوائن بعد لم تكن، وإتيان ثمرة في غير موسمها.